# Lazo M. Kostić
Lazo M. Kostić (Vranovići, 15. ožujka 1897. – Zürich, 17. siječnja 1979.) bio je srpski statističar, pravnik, povjesničar, publicist i profesor na Sveučilištu u Beogradu.

## Životopis
Lazo M. Kostić je rođen u pravoslavnoj svećeničkoj obitelji u Vranovićima, kod Kotora 1897. godine. Zbog toga je prvo studirao teologiju u Beogradu, a kasnije prešao na Pravni fakultet. Doktorirao je u Frankfurtu 1923. godine. Od sredine 1920-ih predavao je na pravnim fakultetima u Subotici i Ljubljani. Izabran je za dekana Ekonomsko-komercijalne visoke škole. Za vrijeme okupacije u Drugom svjetskom ratu bio je komesar prometa u Komesarskoj upravi Milana Aćimovića. Nakon oslobođenja, otpušten je odlukom Suda časti. Ostatak života proveo je u emigraciji, prvo u Njemačkoj, a zatim u Švicarskoj, gdje je i umro 1979. godine.

## Djela
- Megalomanija jednog malog i neskrupuloznog naroda, Srpska knjiga, 1955[3]
- Sporni predeli Srba i Hrvata, American Institute for Balkan Affairs, 1957[4]
- Obmane i izvrtanja kao podloga narodnosti: Srpsko-hrvatski odnosi poslednjih godina, Srpska narodna odbrana, 1959[5]
- Ćirilica i srpstvo: Kulturno-politička studija, American Institute for Balkan Affairs, 1960[6]
- O srpskom karakteru Boke Kotorske, 1961
- Srpska Vojvodina i njene manjine: demografsko-etnografska studija, Srpski kulturni klub "sv. Sava", 1962
- Nove jugoslovenske "narodnosti": demografsko-etnografska studija, Srpski kulturni klub "sv. Sava", 1965[7]
- Šta su Srbi mislili o Bosni: političko-istorijska studija, 1965
- Etnički odnosi Bosne i Hercegovine, Iskra, 1967
- Hrvatska zverstva u drugom svetskom ratu: prema izjavama njihovih saveznika, Srpska narodna odbrana, 1974[8]
- Nasilno prisvajanje dubrovačke kulture: kulturno-istorijska i etnopolitička studija
- The holocaust in the independent state of Croatia: an account based on German, Italian and the other sources, Liberty, 1981[9]
- Srbi i Jevreji, R.M. Nikašinović and I.M. Pavlović, 1988